# Włodzimierz Śpiewak
Włodzimierz Jan Śpiewak (ur. 27 stycznia 1938 w Sosnowcu, zm. 25 września 1997 w Sosnowcu) – polski piłkarz występujący na pozycji napastnika, a później obrońcy, trener piłkarski, hokeista.

## Kariera piłkarska
Wychowanek Stali Sosnowiec od 1952 r. W pierwszej drużynie Stali i jednocześnie w I lidze zadebiutował 12 sierpnia 1956 r. w meczu Gwardia Warszawa – Stal Sosnowiec (1:0). Pierwszego gola dla Stali zdobył 30 czerwca 1957 w meczu Wisła Kraków – Stal Sosnowiec (2:2). Po spadku do II ligi wywalczył w 1959 r. awans do I ligi. W 1962 r. zdobył z drużyną Zagłębia brązowy medal mistrzostw Polski oraz Puchar Polski. W kolejnym roku ponownie zdobył te trofea. W 1964 i 1967 r. został wicemistrzem Polski, a w 1965 po raz trzeci otrzymał brązowy medal mistrzostw Polski. 19 maja 1968 r. w meczu Zagłębie Sosnowiec – Szombierki Bytom (0:1) wystąpił po raz ostatni w barwach sosnowieckiego klubu. Jego bilans ligowy w sosnowieckim Zagłębiu to 232 mecze i 4 bramki

W sezonie 1968/1969 został zawodnikiem Zagłębia Wałbrzych. Zadebiutował 22 września 1968 r. w meczu ROW Rybnik – Zagłębie Wałbrzych (1:1). Ostatni występ w wałbrzyskim Zagłębiu to mecz z Wisłą Kraków z 23 listopada 1969 r. Łącznie zagrał w 25 spotkaniach i zdobył 1 gola.

W 1971 r. wyjechał do Stanów Zjednoczonych, gdzie został piłkarzem Chicago Eagles i St.Louis Stars.

### Europejskie puchary

#### Puchar Zdobywców Pucharów
| lp. | Data                 | Miejsce   | Gospodarz          | Przeciwnik         | Rezultat | Rozgrywki | Grał | Uwagi |
| --- | -------------------- | --------- | ------------------ | ------------------ | -------- | --------- | ---- | ----- |
| 1.  | 12 września 1962     | Budapeszt | Újpest FC          | Zagłębie Sosnowiec | 5:0      | PZP       | 90'  |       |
| 2.  | 26 września 1962     | Sosnowiec | Zagłębie Sosnowiec | Újpest FC          | 0:0      | PZP       | 90'  |       |
| 3.  | 25 września 1963     | Ateny     | Olympiakos SFP     | Zagłębie Sosnowiec | 2:1      | PZP       | 90'  |       |
| 4.  | 2 października 1963  | Sosnowiec | Zagłębie Sosnowiec | Olympiakos SFP     | 1:0      | PZP       | 90'  |       |
| 5.  | 23 października 1963 | Wiedeń    | Olympiakos SFP     | Zagłębie Sosnowiec | 2:0      | PZP       | 90'  |       |

#### Puchar Intertoto
| lp. | Data                | Miejsce             | Gospodarz                | Przeciwnik               | Rezultat | Rozgrywki | Grał | Uwagi                |
| --- | ------------------- | ------------------- | ------------------------ | ------------------------ | -------- | --------- | ---- | -------------------- |
| 1.  | 23 czerwca 1963     | Jena                | Motor Jena               | Zagłębie Sosnowiec       | 2:0      | PI        | 90'  |                      |
| 2.  | 30 czerwca 1963     | Sosnowiec           | Zagłębie Sosnowiec       | Velež Mostar             | 4:1      | PI        | 90'  |                      |
| 3.  | 7 lipca 1963        | Bratysława          | Slovnaft Bratysława      | Zagłębie Sosnowiec       | 1:0      | PI        | 90'  |                      |
| 4.  | 14 lipca 1963       | Sosnowiec           | Zagłębie Sosnowiec       | Slovnaft Bratysława      | 1:0      | PI        | 90'  |                      |
| 5.  | 21 lipca 1963       | Mostar              | Velež Mostar             | Zagłębie Sosnowiec       | 4:1      | PI        | 90'  |                      |
| 6.  | 28 lipca 1963       | Sosnowiec           | Zagłębie Sosnowiec       | Motor Jena               | 2:0      | PI        | 90'  | mecz przerwany w 74' |
| 7.  | 20 czerwca 1965     | Sosnowiec           | Zagłębie Sosnowiec       | Radnički Nisz            | 5:2      | PI        | 90'  |                      |
| 8.  | 26 czerwca 1965     | Koszyce             | VSS Koszyce              | Zagłębie Sosnowiec       | 4:3      | PI        | 90'  |                      |
| 9.  | 3 lipca 1965        | Sosnowiec           | Zagłębie Sosnowiec       | Empor Rostock            | 2:1      | PI        | 90'  |                      |
| 10. | 10 lipca 1965       | Sosnowiec           | Zagłębie Sosnowiec       | VSS Koszyce              | 3:0      | PI        | 90'  |                      |
| 11. | 17 lipca 1965       | Nisz                | Radnički Nisz            | Zagłębie Sosnowiec       | 0:0      | PI        | 90'  |                      |
| 12. | 23 lipca 1965       | Rostock             | Empor Rostock            | Zagłębie Sosnowiec       | 3:0      | PI        | 90'  |                      |
| 13. | 19 czerwca 1966     | Sosnowiec           | Zagłębie Sosnowiec       | Karlsruher SC            | 2:1      | PI        | 90'  |                      |
| 14. | 27 czerwca 1966     | Sosnowiec           | Zagłębie Sosnowiec       | Olimpia Lublana          | 2:1      | PI        | 90'  |                      |
| 15. | 3 lipca 1966        | Rostock             | Hansa Rostock            | Zagłębie Sosnowiec       | 3:0      | PI        | 90'  |                      |
| 16. | 9 lipca 1966        | Sosnowiec           | Zagłębie Sosnowiec       | Hansa Rostock            | 6:2      | PI        | 90'  |                      |
| 17. | 17 lipca 1966       | Lublana             | Olimpia Lublana          | Zagłębie Sosnowiec       | 0:3      | PI        | 90'  |                      |
| 18. | 24 lipca 1966       | Karlsruhe           | Karlsruher SC            | Zagłębie Sosnowiec       | 0:1      | PI        | 90'  |                      |
| 19. | 14 września 1966    | Amsterdam           | DWS Amsterdam            | Zagłębie Sosnowiec       | 2:2      | PI        | 90'  |                      |
| 20. | 6 października 1966 | Sosnowiec           | Zagłębie Sosnowiec       | DWS Amsterdam            | 3:0      | PI        | 90'  |                      |
| 21. | 22 marca 1967       | Sosnowiec           | Zagłębie Sosnowiec       | Eintracht Frankfurt      | 4:1      | PI        | 90'  |                      |
| 23. | 28 marca 1967       | Frankfurt nad Menem | Eintracht Frankfurt      | Zagłębie Sosnowiec       | 6:1      | PI        | 90'  |                      |
| 24. | 1 lipca 1967        | Sztokholm           | Djurgardens Sztokholm    | Zagłębie Sosnowiec       | 1:2      | PI        | 90'  |                      |
| 25. | 8 lipca 1967        | Sosnowiec           | Zagłębie Sosnowiec       | Wacker Innsbruck         | 4:3      | PI        | 42'  |                      |
| 26. | 15 lipca 1967       | Gelsenkirchen       | Schalke 04 Gelsenkirchen | Zagłębie Sosnowiec       | 4:3      | PI        | 90'  |                      |
| 27. | 30 lipca 1967       | Innsbruck           | Wacker Innsbruck         | Zagłębie Sosnowiec       | 1:3      | PI        | 90'  |                      |
| 28. | 5 sierpnia 1967     | Sosnowiec           | Zagłębie Sosnowiec       | Schalke 04 Gelsenkirchen | 1:0      | PI        | 90'  |                      |

### Statystyki piłkarskie
W I lidze rozegrał 235 meczów i zdobył 5 bramek jako zawodnik dwóch klubów:
- Stal i Zagłębie Sosnowiec – 210 meczów i 4 bramki;
- Zagłębie Wałbrzych – 25 meczów i 1 bramka.

W II lidze rozegrał 22 mecze jako zawodnik Stali Sosnowiec.

W Pucharze Polski rozegrał 26 meczów jako zawodnik dwóch klubów:
- Zagłębie Sosnowiec – 23 mecze
- Zagłębie Wałbrzych – 3 mecze.

W Pucharze Zdobywców Pucharów rozegrał 5 meczów jako zawodnik Zagłębia Sosnowiec.

W Pucharze Intertoto rozegrał 27 meczów jako zawodnik Zagłębia Sosnowiec.
Łącznie w:
- Zagłębiu Sosnowiec – 287 meczów, 4 bramki;
- Zagłębiu Wałbrzych – 28 meczów, 1 bramka.

| Sezon     | Klub               | Liga          | Mecze | Gole | Uwagi                  |
| --------- | ------------------ | ------------- | ----- | ---- | ---------------------- |
| 1956      | Stal Sosnowiec     | I liga        | 1     | 0    |                        |
| 1957      | Stal Sosnowiec     | I liga        | 9     | 1    |                        |
| 1958      | Stal Sosnowiec     | I liga        | 9     | 1    | spadek do II ligi      |
| 1959      | Stal Sosnowiec     | II liga       | 22    | 0    | awans do I ligi        |
| 1960      | Stal Sosnowiec     | I liga        | 22    | 0    |                        |
| 1961      | Stal Sosnowiec     | I liga        | 26    | 0    |                        |
| 1962      | Zagłębie Sosnowiec | I liga        | 13    | 0    | brązowy medal MP       |
| 1962      | Zagłębie Sosnowiec | Puchar Polski | 5     | 0    | zdobycie pucharu       |
| 1962/1963 | Zagłębie Sosnowiec | I liga        | 25    | 0    | brązowy medal MP       |
| 1962/1963 | Zagłębie Sosnowiec | Puchar Polski | 5     | 0    | zdobycie pucharu       |
| 1962/1963 | Zagłębie Sosnowiec | PZP           | 2     | 0    |                        |
| 1963/1964 | Zagłębie Sosnowiec | I liga        | 19    | 0    | wicemistrzostwo Polski |
| 1963/1964 | Zagłębie Sosnowiec | Puchar Polski | 3     | 0    | ćwierćfinał            |
| 1963/1964 | Zagłębie Sosnowiec | PI            | 6     | 0    |                        |
| 1963/1964 | Zagłębie Sosnowiec | PZP           | 3     | 0    |                        |
| 1964/1965 | Zagłębie Sosnowiec | I liga        | 23    | 1    | brązowy medal MP       |
| 1964/1965 | Zagłębie Sosnowiec | Puchar Polski | 2     | 0    |                        |
| 1965/1966 | Zagłębie Sosnowiec | I liga        | 25    | 1    |                        |
| 1965/1966 | Zagłębie Sosnowiec | Puchar Polski | 3     | 0    | ćwierćfinał            |
| 1965/1966 | Zagłębie Sosnowiec | PI            | 6     | 0    |                        |
| 1966/1967 | Zagłębie Sosnowiec | I liga        | 25    | 0    | wicemistrzostwo Polski |
| 1966/1967 | Zagłębie Sosnowiec | Puchar Polski | 3     | 0    | ćwierćfinał            |
| 1966/1967 | Zagłębie Sosnowiec | PI            | 10    | 0    | półfinał               |
| 1967/1968 | Zagłębie Sosnowiec | I liga        | 13    | 0    |                        |
| 1967/1968 | Zagłębie Sosnowiec | Puchar Polski | 2     | 0    | ćwierćfinał            |
| 1967/1968 | Zagłębie Sosnowiec | PI            | 5     | 0    |                        |
| 1968/1969 | Zagłębie Wałbrzych | I liga        | 20    | 1    |                        |
| 1968/1969 | Zagłębie Wałbrzych | Puchar Polski | 2     | 0    |                        |
| 1969/1970 | Zagłębie Wałbrzych | I liga        | 5     | 0    |                        |
| 1969/1970 | Zagłębie Wałbrzych | Puchar Polski | 1     | 0    |                        |
|           | suma               | II liga       | 22    | 0    |                        |
|           | suma               | I liga        | 235   | 5    |                        |
|           | suma               | Puchar Polski | 26    | 0    |                        |
|           | suma               | PZP           | 5     | 0    |                        |
|           | suma               | PI            | 27    | 0    |                        |

## Kariera reprezentacyjna
W reprezentacji Polski debiutował w rozegranym 28 października 1962 spotkaniu z Czechosłowacją, ostatni raz zagrał w 1964 roku. Łącznie w biało-czerwonych barwach rozegrał 8 spotkań.
| lp. | Data                 | Miejsce    | Gospodarz         | Przeciwnik     | Rezultat | Rozgrywki  | Grał | Uwagi | Zawodnik klubu     |
| --- | -------------------- | ---------- | ----------------- | -------------- | -------- | ---------- | ---- | ----- | ------------------ |
| 1.  | 28 października 1962 | Bratysława | Czechosłowacja    | Polska         | 2:1      | towarzyski | 90'  |       | Zagłębie Sosnowiec |
| 2.  | 28 listopada 1962    | Belfast    | Irlandia Północna | Polska         | 2:0      | el.ME 1964 | 90'  |       | Zagłębie Sosnowiec |
| 3.  | 15 maja 1963         | Oslo       | Norwegia          | Polska         | 2:5      | towarzyski | 90'  |       | Zagłębie Sosnowiec |
| 4.  | 22 maja 1963         | Warszawa   | Polska            | Grecja         | 4:0      | towarzyski | 90'  |       | Zagłębie Sosnowiec |
| 5.  | 2 czerwca 1963       | Chorzów    | Polska            | Rumunia        | 1:1      | towarzyski | 90'  |       | Zagłębie Sosnowiec |
| 6.  | 13 września 1964     | Warszawa   | Polska            | Czechosłowacja | 2:1      | towarzyski | 90'  |       | Zagłębie Sosnowiec |
| 7.  | 27 września 1964     | Stambuł    | Turcja            | Polska         | 2:3      | towarzyski | 90'  |       | Zagłębie Sosnowiec |
| 8.  | 7 października 1964  | Solna      | Szwecja           | Polska         | 3:3      | towarzyski | 90'  |       | Zagłębie Sosnowiec |

Zagrał również w 3 meczach reprezentacji Polski B.
| lp. | Data             | Miejsce          | Gospodarz        | Przeciwnik       | Rezultat | Rozgrywki  | Grał | Uwagi                   | Zawodnik klubu     |
| --- | ---------------- | ---------------- | ---------------- | ---------------- | -------- | ---------- | ---- | ----------------------- | ------------------ |
| 1.  | 27 września 1961 | Bańska Bystrzyca | Czechosłowacja B | Polska B         | 2:2      | towarzyski | 90'  |                         | Zagłębie Sosnowiec |
| 2.  | 7 września 1966  | Poznań           | Polska B         | Czechosłowacja B | 2:1      | towarzyski | 90'  |                         | Zagłębie Sosnowiec |
| 3.  | 11 września 1966 | Gdańsk           | Polska B         | Czechosłowacja B | 0:1      | towarzyski | 57'  | zmieniony przez Szefera | Zagłębie Sosnowiec |

Dodatkowo był 5-krotnym reprezentantem Polski U-23.
| lp. | Data              | Miejsce | Gospodarz       | Przeciwnik      | Rezultat | Rozgrywki  | Grał | Uwagi                   | Zawodnik klubu     |
| --- | ----------------- | ------- | --------------- | --------------- | -------- | ---------- | ---- | ----------------------- | ------------------ |
| 1.  | 13 listopada 1960 | Kraków  | Polska U-23     | Węgry U-23      | 1:1      | towarzyski | 45'  | zmienił Hajnisza        | Stal Sosnowiec     |
| 2.  | 4 czerwca 1961    | Łódź    | Polska U-23     | Jugosławia U-23 | 1:0      | towarzyski | 90'  |                         | Stal Sosnowiec     |
| 3.  | 14 czerwca 1961   | Olsztyn | Polska U-23     | NRD U-23        | 1:2      | towarzyski | 90'  |                         | Stal Sosnowiec     |
| 4.  | 25 czerwca 1961   | Lublana | Jugosławia U-23 | Polska U-23     | 1:0      | towarzyski | 45'  | zmienił Krzyżanowskiego | Stal Sosnowiec     |
| 5.  | 30 września 1962  | Kielce  | Polska U-23     | Bułgaria U-23   | 2:1      | towarzyski | 90'  |                         | Zagłębie Sosnowiec |

## Kariera trenerska
Był trenerem lokalnych drużyn z terenu Zagłębia Dąbrowskiego, m.in. GKS Dąbrowa Górnicza.

## Życie prywatne
Był absolwentem AWF. Po powrocie do Polski pracował w szkole.

## Sukcesy
- wicemistrzostwo Polski w piłce nożnej 1964, 1967 z Zagłębiem Sosnowiec
- brązowy medal mistrzostw Polski w piłce nożnej 1962, 1963, 1965 z Zagłębiem Sosnowiec
- Puchar Polski w 1962, 1963 z Zagłębiem Sosnowiec
- półfinał Pucharu Intertoto 1967 z Zagłębiem Sosnowiec